# 水谷麻里
水谷 麻里（みずたに まり、1971年（昭和46年）7月18日 - ）は、1980年代後半に活動した日本の元・女性アイドル歌手。本名、江口 葉子（えぐち ようこ）。旧姓：水谷。
愛知県津島市出身。現役時代の所属事務所はサンミュージック、レコード会社はビクター音楽産業。堀越高等学校卒業。

## 略歴
1985年（昭和60年）、資生堂主催の「'86ミスヘアコロン・イメージガール・コンテスト」に応募、10月26日に中野サンプラザで行われた全国大会で54,129名の中からグランプリとなる。このコンテストでは酒井法子がBOMB賞を得て、デビューのきっかけを作る（ただし、BOMB賞は全国大会の直後に急遽用意されたもので、酒井への授与も同年11月22日に行われた）。カラスの鳴き真似が得意で、コンテストでも演じ、これが審査員に大受けした事から“鶴の一声”ならぬ“烏の一声”でグランプリを獲ったと評される。
1986年（昭和61年）3月21日、「21世紀まで愛して」で歌手デビュー。オリコン初登場20位を記録した。デビュー年はアイドルブーム真っ只中で、年末には銀座音楽祭・メガロポリス歌謡祭・新宿音楽祭・日本レコード大賞など多くの音楽祭が行われており、山瀬まみ・ポピンズ・真璃子・少年隊らと各新人賞を争い、彼らと共に多くの新人賞を獲得する。
1988年（昭和63年）3月25日に東京・こまばエミナースで行われたコンサートを最後にメジャーの芸能活動を休止する。その後は地元向けのDJやCMの仕事を続け、1990年（平成2年）に江口寿史と結婚し、芸能界を引退した。

## ディスコグラフィ
シングルは1986年（昭和61年）から1988年（昭和63年）までに8枚発売され、オリコンチャートでは内4枚が連続でベスト10入りした。最高位は「乙女日和」「春が来た」「ポキチ・ペキチ・パキチ」の週間売上9位。また、アルバムはオリジナルが3枚、ベスト盤が3枚発売されている。全てビクターからリリース。

### シングル
| # | 発売日          | A/B面 | タイトル               | 作詞           | 作曲         | 編曲     | 規格品番 |
| - | --------------- | ----- | ---------------------- | -------------- | ------------ | -------- | -------- |
| 1 | 1986年 3月21日  | A面   | 21世紀まで愛して       | 松本隆         | 筒美京平     | 船山基紀 | SV-9114  |
| 1 | 1986年 3月21日  | B面   | 銀のロケット           | 松本隆         | 筒美京平     | 船山基紀 | SV-9114  |
| 2 | 1986年 7月1日   | A面   | 地上に降りた天使       | 松本隆         | 筒美京平     | 大谷和夫 | SV-9140  |
| 2 | 1986年 7月1日   | B面   | 幸福になろーね         | 松本隆         | 羽田健太郎   | 大谷和夫 | SV-9140  |
| 3 | 1986年 9月25日  | A面   | 乙女日和               | 松本隆         | 筒美京平     | 武部聡志 | SV-9168  |
| 3 | 1986年 9月25日  | B面   | 幻のユリ               | 松本隆         | 筒美京平     | 武部聡志 | SV-9168  |
| 4 | 1987年 1月1日   | A面   | 春が来た               | 松本一起       | 佐藤健       | 鷺巣詩郎 | SV-9202  |
| 4 | 1987年 1月1日   | B面   | 待ちぼうけばかり       | 福永ひろみ     | 南部昌江     | 鷺巣詩郎 | SV-9202  |
| 5 | 1987年 4月8日   | A面   | ポキチ・ペキチ・パキチ | 松本一起       | 佐藤健       | 戸塚修   | SV-9231  |
| 5 | 1987年 4月8日   | B面   | ミラーボールのためいき | いしいめぐみ   | 佐藤健       | 戸塚修   | SV-9231  |
| 6 | 1987年 7月16日  | A面   | バカンスの嵐           | 尾関昌也       | 井上ヨシマサ | 戸塚修   | SV-9261  |
| 6 | 1987年 7月16日  | B面   | 灼熱…ドキュメント      | 尾関昌也       | 佐藤健       | 戸塚修   | SV-9261  |
| 7 | 1987年 10月21日 | A面   | メビウス天国           | 尾関昌也       | 国安わたる   | 入江純   | SV-9288  |
| 7 | 1987年 10月21日 | B面   | 乱気流                 | 尾関昌也       | 岸正之       | 入江純   | SV-9288  |
| 8 | 1988年 3月2日   | A面   | 春休み                 | サエキけんぞう | 平井夏美     | 川上了   | SV-9318  |
| 8 | 1988年 3月2日   | B面   | 音姫リバティー         | 尾関昌也       | 馬場孝幸     | 川上了   | SV-9318  |

### アルバム

#### ベスト・アルバム
- PICNIC（1987年12月16日／VDR-1470）
  - 未発表楽曲2曲収録。
- 水谷麻里 コレクション（2004年2月21日／VICL-61326）
  - 全シングルAB面＋アルバム楽曲2曲収録。
- ゴールデン☆ベスト 水谷麻里（2009年9月16日／VICL-63430〜2）
  - 引退後初の本人インタビューによるセルフライナーノーツ封入。

#### 参加アルバム
- ぴーひょろ一家 イメージアルバム（1987年11月21日／VDR-1439）
  - 「KI・RA・KI・RAぱにっく」「KI・RA・KI・RAぱにっく（応援歌ヴァージョン）」収録。

### タイアップ曲
| 年     | 楽曲             | タイアップ                                      |
| ------ | ---------------- | ----------------------------------------------- |
| 1986年 | 21世紀まで愛して | 資生堂「ヘアコロン シャンプー＆リンス」CMソング |
| 1986年 | 地上に降りた天使 | 東宝映画「子象物語 地上に降りた天使」主題歌     |
| 1986年 | 地上に降りた天使 | 資生堂「ヘアコロン シャンプー＆リンス」CMソング |
| 1987年 | 春が来た         | 資生堂「ヘアコロン シャンプー＆リンス」CMソング |

## イメージビデオ
- きまぐれ天使（1987年（昭和62年）3月5日）

## 写真集
- 水谷麻里マガジン M-3（1987年（昭和62年）4月20日発行、近代映画社）
- 水谷麻里写真集 思いがけないことしたら…（1988年（昭和63年）4月19日発行、リイド社）

## 出演

### テレビ
- 加トちゃんケンちゃんごきげんテレビ（TBSテレビ、1986年 - 1988年） 歌ゲストで数回出演
- 歌のトップテン （日本テレビ 、1986年10月20日）トップテン初ランクイン10位「乙女日和」を歌唱
- ザ・ベストテン（TBSテレビ、1987年1月15日） スポットライトで出演 「春が来た」を歌唱
- ヤングスタジオ101 （NHK、 1986年 - 1988年） 歌ゲストで数回出演
- スーパージョッキー（日本テレビ、1986年 - 1987年）歌ゲスト
- クイズ・ドレミファドン! （フジテレビ、1987年）歌ゲスト

### ラジオ
- 水谷麻里のジャンピング・スニーカー→月星ジャンピングスニーカー〜水谷麻里のキラキラポップ〜（TBSラジオ）
- 有希子・章子・麻里 夜遊びしナイト（ニッポン放送）
- トキメキパジャマ MARI・NORI・AKIのドッキンタイム（ニッポン放送）

### テレビドラマ
- 月曜ドラマランド ボクの初体験（1986年7月14日、フジテレビ系）

### 映画
- 子象物語 地上に降りた天使（1986年7月26日、東宝系公開）

### CM
- 資生堂 ヘアコロン・シャンプー&リンス（1986年）
- ファミリーマート　アイス・フルーツバー（1986年）
- 森永製菓 アーモンドボード（1986年）
- 月星化成
- 尾崎商事 カンコー学生服

### その他
- 防衛庁 自衛官募集ポスター
- 農工祭招待コンサート（1986年11月15～16日）[6]